# Шевелівка
Шеве́лівка — село в Україні, у Балаклійському районі Харківської області. Населення становить 1137 осіб. До 2020 орган місцевого самоврядування — Шевелівська сільська рада.
Село постраждало внаслідок геноциду українського народу, проведеного урядом СССР в 1932—1933 роках, кількість встановлених жертв — 467 людей.

## Географія
Село Шевелівка знаходиться в місці впадання річки Вікнинна в річку Чепіль. Поруч проходить автомобільна дорога Т 2110. За 2 км знаходяться села Гусарівка, Асіївка та Попівка.
Поруч знаходяться вимерлі населені пункти Нова Павлівка і Орлиноярське.

## Історія
12 червня 2020 року, відповідно до Розпорядження Кабінету Міністрів України  № 725-р «Про визначення адміністративних центрів та затвердження територій територіальних громад Харківської області», увійшло до складу Балаклійської міської територіальної громади.
19 липня 2020 року, в результаті адміністративно-територіальної реформи та ліквідації Балаклійського району, село увійшло до складу новоутвореного Ізюмського району.

## Економіка
На території села розташовується ТОВ «Річленд інвест», яке спеціалізується на вирощуванні зернових і технічних культур.
На території села розташовується ТОВ «Інтернет-видання Балаклія», підприємство спеціалізується в галузі ЗМІ (журналістики, написання статей у своєму виданні, оперативні новини міста Балаклія та району) на території Балаклійського району.

## Відомі мешканці
- Майсеєв Станіслав Анатолійович (1993—2014) — старший солдат Збройних сил України, учасник російсько-української війни.

## Галерея

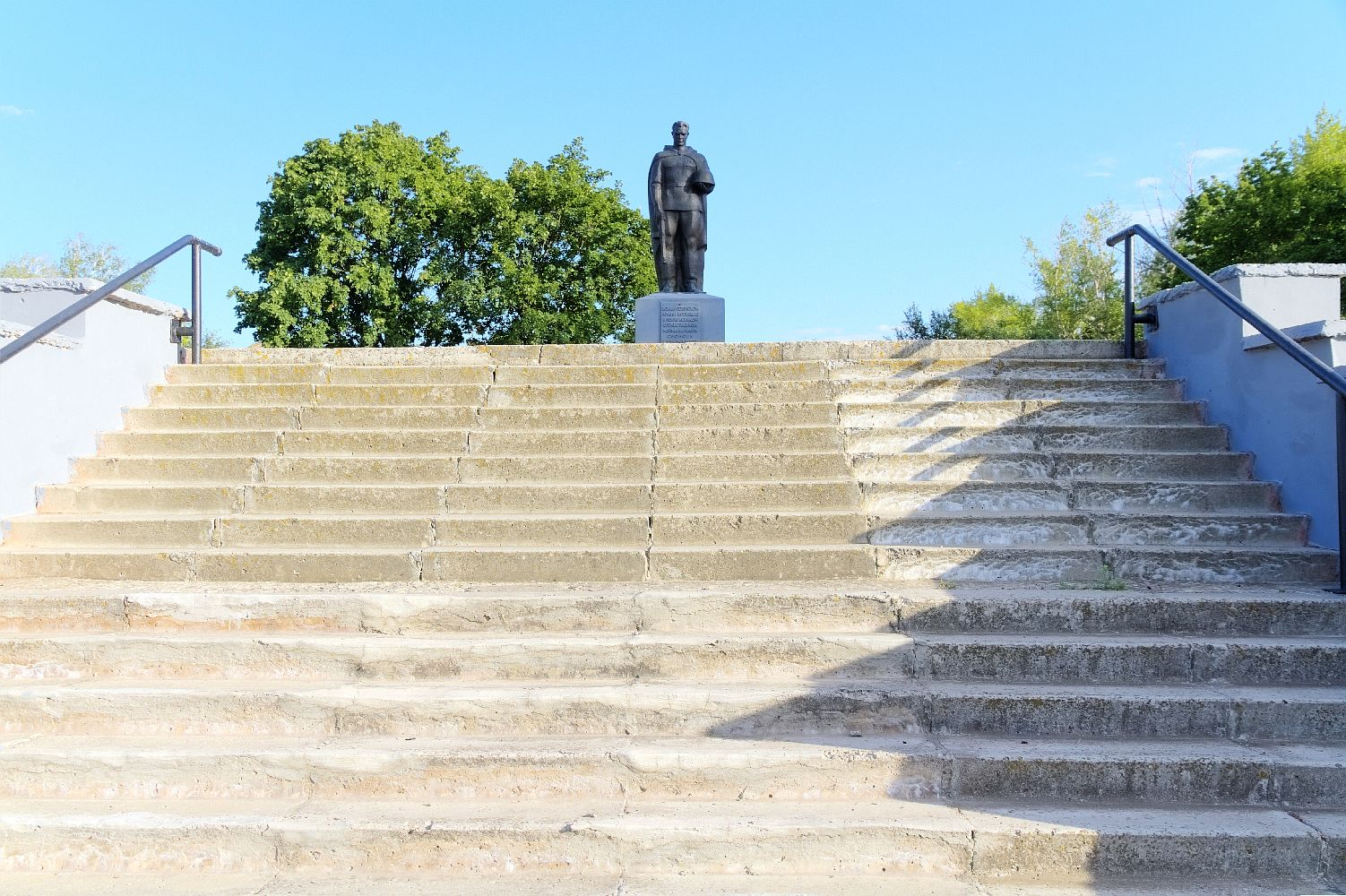
Братська могила радянських воїнів. Поховано 69 воїнів
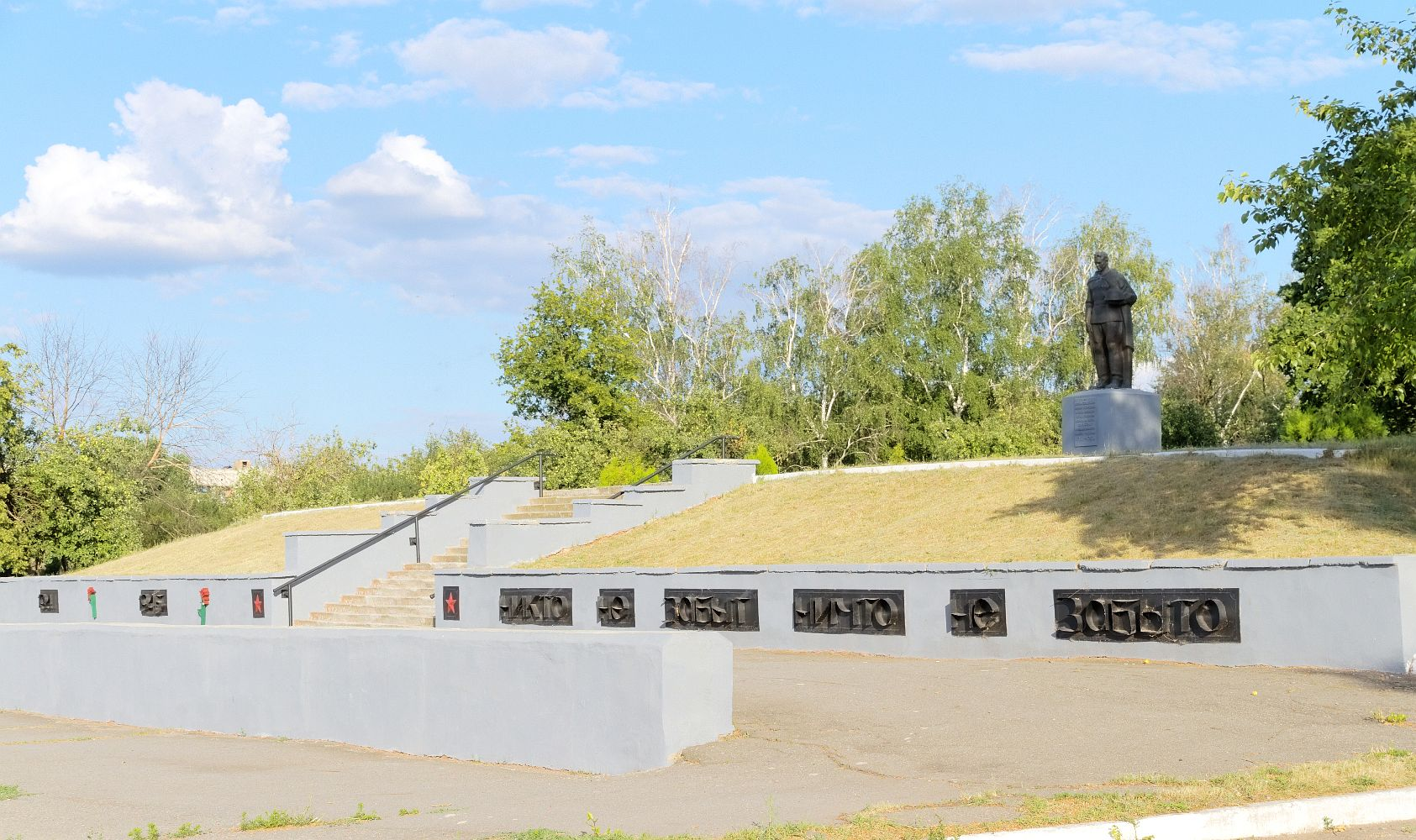
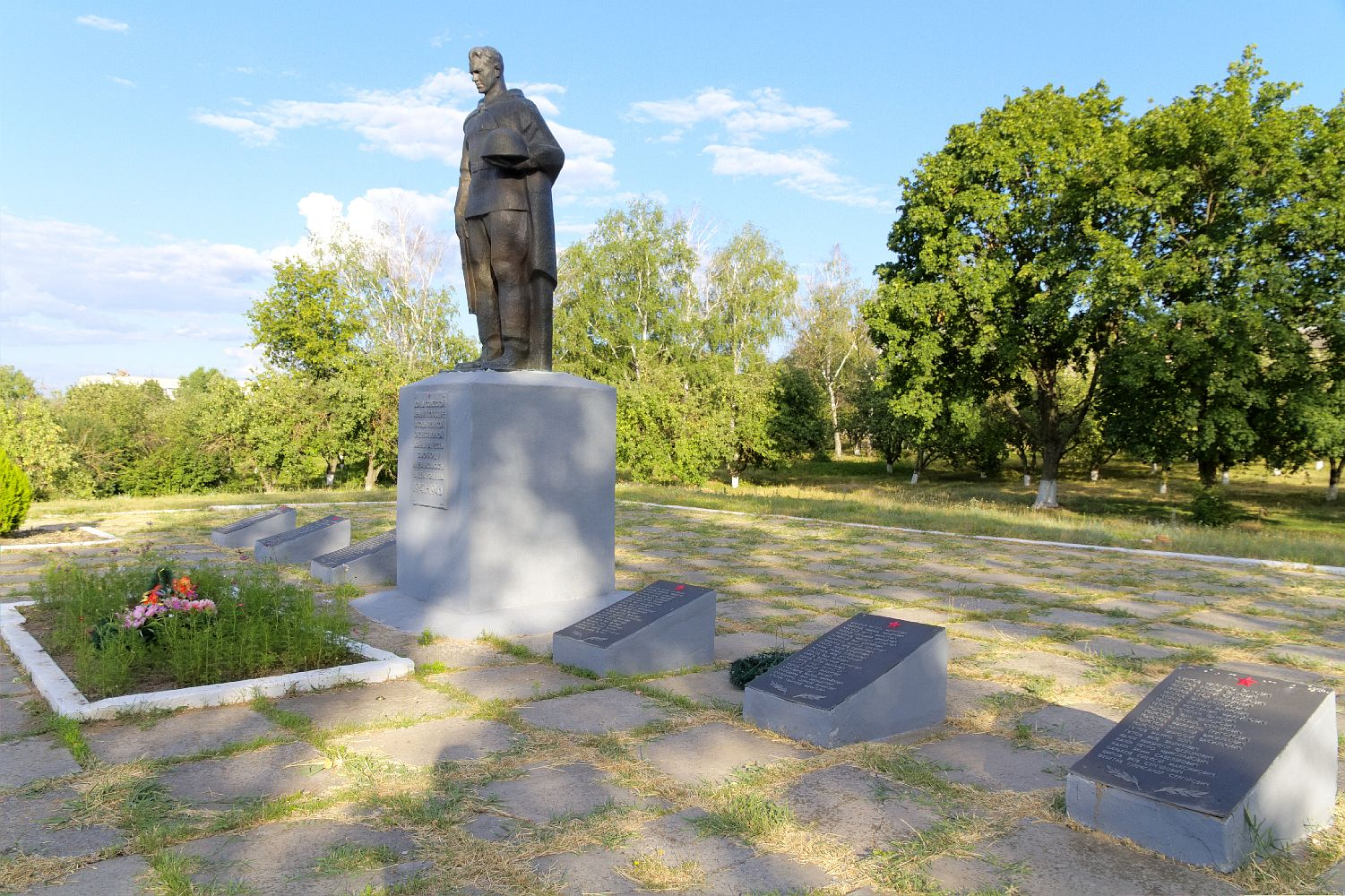

## Також
- Перелік населених пунктів, що постраждали від Голодомору 1932-1933, Харківська область